# Богденешть (Бакеу)
Богденешть, Богденешті (рум. Bogdănești) — село у повіті Бакеу в Румунії. Входить до складу комуни Богденешть.
Село розташоване на відстані 203 км на північ від Бухареста, 43 км на південний захід від Бакеу, 125 км на південний захід від Ясс, 136 км на північний захід від Галаца, 103 км на північний схід від Брашова.

## Населення
За даними перепису населення 2002 року у селі проживали 2127 осіб, з них 2125 осіб (99,9%) румунів. Усі жителі села рідною мовою назвали румунську.